# Ludovica Martino
Ludovica Martino (Roma, 26 febbraio 1997) è un'attrice italiana.
Divenuta nota al grande pubblico recitando nel ruolo di Eva Brighi nella serie Skam Italia, grazie a cui ha vinto il "premio Guglielmo Biraghi" ai Nastri d'argento e un Ciak d'oro, Martino ha recitato in numerosi film e serie televisive, tra cui Il campione (2019), Una boccata d'aria (2022), I migliori giorni (2023) e nella serie Vita da Carlo (2023). Nel 2024 vince il "premio Mariangela Melato" alla miglior attrice al Bari International Film Festival per Il mio posto è qui.

## Biografia
Diplomata al liceo classico, frequenta la scuola Jenny Tamburi, partecipando a diversi laboratori con personaggi quali Pietro De Silva e Andrea Costantini. Ha inoltre studiato presso il C.I.A.P.A. con l'istruttrice Gisella Burinato. Si è laureata in interpretariato e traduzione con il massimo dei voti presso la SSML Gregorio VII di Roma.
Dopo il suo primo spot per gli Internazionali d'Italia nel 2013, nel 2016 appare in due spot per TIM fibra con Pif per la regia di Umberto Carteni e Daniele Luchetti. Dal 2015 recita in varie fiction TV andate in onda su Rai 1, tra cui Che Dio ci aiuti 4, Don Matteo 11 e Tutto può succedere dove interpreta Emilia. Dal 2018 è protagonista nel ruolo di Eva Brighi nella serie Skam Italia. Nel 2021 il ruolo le vale il "premio Guglielmo Biraghi" alla 76ª edizione dei Nastri d'argento e il Ciak d'oro alla protagonista dell'anno in una serie televisiva.
Fa il suo esordio cinematografico nel 2019 con il film Il campione, diretto da Leonardo D'Agostini, nel ruolo di Alessia. Nel 2019 recita nella serie televisiva Liberi tutti, prima serie originale di RaiPlay. Nel 2020 recita nel film Sotto il sole di Riccione, distribuito da Netflix, e partecipa inoltre alla serie Passeggeri notturni. Nello stesso anno vince il "premio explosive talent award" al Giffoni Film Festival ed è protagonista del videoclip della canzone 22 settembre di Ultimo.
Nel 2021, è Carolina nel film Mio fratello, mia sorella di Roberto Capucci, distribuito da Netflix in collaborazione con Mediaset. Successivamente interpreta Lita Levidi in Carosello Carosone e Stella nella serie Luna Park, prodotta da Netflix. Nello stesso anno interpreta Rebecca nel film La svolta di Riccardo Antonaroli. Nel 2022 interpreta Emma nel film Una boccata d’aria e come protagonista insieme a Lorenzo Zurzolo, nei panni di Camilla, nel film Sotto il sole di Amalfi, sequel di Sotto il sole di Riccione.
Nel 2023 è Carolina nella commedia I migliori giorni, diretta da Massimiliano Bruno ed Edoardo Leo, e recita nella seconda stagione di Vita da Carlo, scritta e diretta da Carlo Verdone. Sempre nel 2023 recita come protagonista nel thriller adrenalinico Resvrgis. Nel 2024 recita nel ruolo di protagonista nell'adattamento cinematografico Il mio posto è qui, sotto la regia di Daniela Porto e Cristiano Bortone, ruolo che le vale il "premio Mariangela Melato" alla miglior attrice al Bari International Film Festival e il premio Nuovo Imaie ai Nastri d'argento 2024.

## Vita privata
Dopo aver avuto una relazione con l'attore e collega Luca Grispini, con cui ha condiviso il set di Skam Italia, per diversi anni è stata legata sentimentalmente a Federico De Crescenzo, avvocato e fratello di Maria Luisa De Crescenzo, anch'ella attrice. Dal 2024 è impegnata con il calciatore Ivan Provedel.

## Filmografia

### Cinema
- Il campione, regia di Leonardo D'Agostini (2019)
- Sotto il sole di Riccione, regia degli YouNuts! (2020)
- Lovely Boy, regia di Francesco Lettieri (2021)
- Security, regia di Peter Chelsom (2021)
- Mio fratello, mia sorella, regia di Roberto Capucci (2021)
- La svolta, regia di Riccardo Antonaroli (2021)
- Una boccata d'aria, regia di Alessio Lauria (2022)
- Sotto il sole di Amalfi, regia di Martina Pastori (2022)
- I migliori giorni, regia di Massimiliano Bruno e Edoardo Leo (2023)
- Resvrgis, regia di Francesco Carnesecchi (2023)
- Il mio posto è qui, regia di Daniela Porto e Cristiano Bortone (2024)
- Come fratelli, regia di Antonio Padovan (2025)

### Televisione
- Tutto può succedere – serie TV, 55 episodi (2015-2018)
- Che Dio ci aiuti – serie TV, episodi 4x02, 4x07 (2017)
- Don Matteo – serie TV, episodio 11x17 (2018)
- Skam Italia – serie TV (2018-2024)
- Liberi tutti – serie TV, 12 episodi (2019)
- Passeggeri notturni – serie TV, episodio 2 (2020)
- Carosello Carosone, regia di Lucio Pellegrini – film TV (2021)
- Luna Park – serie TV (2021)
- Vita da Carlo – serie TV (2023)
- Yolo – serie TV, 6 episodi (2023)
- Marconi - L'uomo che ha connesso il mondo, regia di Lucio Pellegrini – miniserie TV (2024)

## Videoclip
- 22 settembre di Ultimo (2020)

## Riconoscimenti
- Nastro d'argento
  - 2021 – Premio Guglielmo Biraghi per Skam Italia
  - 2024 – Premio Nuovo Imaie per Il mio posto è qui
- Nastri d'argento - Grandi Serie
  - 2024 – Candidatura alla migliore attrice non protagonista per Vita da Carlo

- Bari International Film Festival
  - 2024 – Premio Mariangela Melato alla miglior attrice per Il mio posto è qui[24]

- Ciak d'oro
  - 2021 – Protagonista dell'anno in una serie televisiva per Skam Italia

- Giffoni Film Festival
  - 2020 – Explosive talent award[25]